# Adesmia volckmannii
Adesmia volckmannii es una especie de planta floral del género Adesmia, tribu Dalbergieae, subfamilia, Faboideae.

## Distribución
Especie nativa de Argentina y Chile. Crece en el bosque templado.

## Taxonomía
Fue descrita por Phil. y publicada en Anales Univ. Chile 21: 444 (1862).
Etimología
Adesmia: del griego a- (sin) y desme (envoltorio), en referencia a los estambres libres.
Sinónimos homotípicos
- Patagonium volckmannii (Phil.) Kuntze in Revis. Gen. Pl. 1: 201 (1891).[1]

Sinónimos heterotípicos
- Adesmia campestris (Rendle) Rowlee in Bull. Torrey Bot. Club 43: 315 (1916).[1]
- Adesmia quadrijuga Phil. in Anales Univ. Chile 41: 705 (1872).[1]
- Patagonium campestre Rendle in J. Bot. 42: 332 (1904).[1]
- Patagonium quadrijugum (Phil.) Kuntze in Revis. Gen. Pl. 1: 201 (1891).[1]